# Sienna Green
Sienna Green, född 1 november 2004 i North Sydney, är en australisk vattenpolospelare som spelar i Australiens damlandslag i vattenpolo.
I OS-sammanhang debuterade Green vid olympiska sommarspelen 2024 i Paris där det blev OS-silver i damernas turnering i vattenpolo vid olympiska sommarspelen 2024.